# Aenictus chapmani
Aenictus chapmani é uma espécie de formiga do gênero Aenictus.